# Cretzschwitz
Cretzschwitz bildet zusammen mit Söllmnitz, Wernsdorf und Lauenhain
den 9,66 km² großen Ortsteil Cretzschwitz/Söllmnitz der Stadt Gera in Thüringen mit insgesamt 711 Einwohnern (Stand 31. Dezember 2011).

## Geographie
Cretzschwitz ist im Nordosten der Stadt Gera an der Grenze zum Landkreis Greiz gelegen.

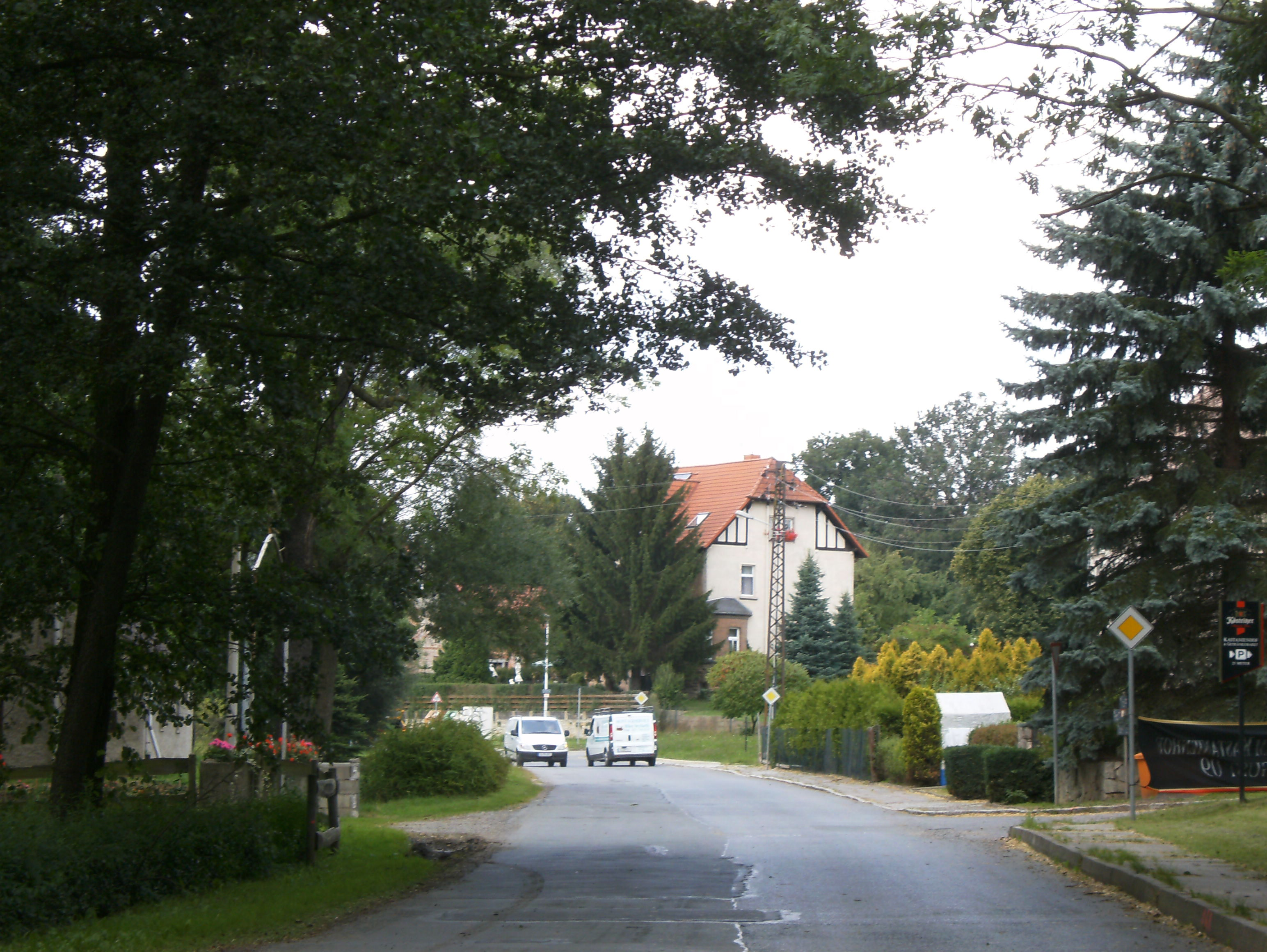
Im Dorf.

## Geschichte
Die erste urkundliche Erwähnung als Cresewicz findet sich in einer auf das Jahr 1121 datierten Urkunde des Klosters Bosau, welches hier Besitztümer hatte; spätere Schreibweisen waren u. a. Crescuwize (1146), Kreczkewicz (1333) oder Kretzschwitz (1533). Der Ortsname leitet sich von einem slawischen Personenkurznamen Kreš oder dessen Koseform Krešek ab. Die slawische Urform des Ortsnamens lautete demnach *Krešovici (was sich im ältesten Beleg von 1121 widerspiegelt) bzw. *Kreškovici (worauf die weiteren Belege hindeuten).
1827 umfasst der Ort das Rittergut, 16 Häuser und 83 Einwohner. Der Ort pfarrte, schulte und begrub nach Dorna. 1883 wurde in Cretzschwitz eine eigene Schule gebaut, von 1950 bis 1957 bestand ein Schulverband mit Wernsdorf; die Schulen sind mittlerweile geschlossen.
Bis zum Ende des 19. Jahrhunderts war Cretzschwitz ein Bauerndorf mit Rittergut (letzte Besitzer Familie von Brandenstein auf Hain (heute Gera-Hain)). In einer Beschreibung aus dem 19. Jahrhundert heißt es: „... ein nach Dorna in Kirche und Schule gerichteter Ort, meist von Wald umgeben. Ein kleines freundliches eingebuchtetes Dörfchen der Hochebene, 1 Stunde nördlich von Dorna und ¼ Stunde oberhalb Söllmnitz, am Rießbach und am Zusammenstoß zweier Gründchen zwischen bewaldeten Höhen, neben 6 Teichen von Ost nach West gebaut und in der Dorfmitte 759 Fuß hoch gelegen.“
1888 wurde die Reussengrube Erdfarben- und Verblendsteinfabrik Gera/Reuss A.G. gegründet. Sie bezog ihre Rohstoffe aus ortsansässigen Tongruben und aus Gruben im benachbarten Söllmnitz. Zum besseren Transport der Steine bekam das Werk ein eigenes Anschlussgleis an die Gera-Meuselwitz-Wuitzer Eisenbahn (GMWE). 1946 wurde die Grube zunächst zwangsenteignet und demontiert, 1948 unter dem Namen VEB Reussengrube neu eingetragen. Ihr Betrieb wurde zwischenzeitlich eingestellt.
Mit der Anwerbung von Arbeitern aus dem Umland und auch aus Böhmen für die ortsansässigen Ziegelwerke begann um 1900 der Wandel vom Bauerndorf zum Industriearbeiterdorf.
Die landwirtschaftlichen Betriebe gingen ab 1953 zunächst in einer LPG Typ 1, später zusammen mit Wernsdorf und Söllmnitz in einer LPG Typ 3 auf. Sie wurde später geteilt in eine LPG (T) und eine LPG (P). Heute besteht im Ort ein mittelständischer landwirtschaftlicher Betrieb mit rund 20 Arbeitsplätzen sowie ein Dämmstoffwerk.
Zum 1. April 1994 wurde die Gemeinde Cretzschwitz in die Stadt Gera eingemeindet; seit einem Bürgerentscheid vom 22. April 1994 bildet sie zusammen mit dem benachbarten Orten Söllmnitz, Wernsdorf und Lauenhain den Ortsteil Cretzschwitz/Söllmnitz der Stadt Gera.

### Rittergut Cretzschwitz
Das Rittergut Cretzschwitz war ein landtagsfähiges Rittergut. Mit dem Besitz des Rittergutes verbunden war die Patrimonialgerichtsbarkeit in Form der Erbgerichtsbarkeit über einen Teil des Dorfes Cretzschwitz, sowie über 11 Häuser in Hirschfeld, 4 Häuser in Söllmnitz, 2 Häuser in Lauenhain und 4 Häuser in Wernsdorf. Die niedere Gerichtsbarkeit ging im Laufe des Jahres 1856 an den Staat über.
Inhaber des Rittergutes Cretzschwitz waren seit dem 16. Jahrhundert die Familie Winkler und ab 1722 die Familie von Ende. 1841 erfolgte die Allodifikation und Eduard von Brandenstein wurde Eigentümer. 1870 erwarb Jacob Heinke das Gut.

## Politik
Seit 1994 besteht ein gemeinsamer Ortsteilrat (ehemals Ortschaftsrat) von Cretzschwitz und Söllmnitz (mit Wernsdorf und Lauenhain). Ortsteilbürgermeister ist seit Juni 2024 Florian Rittirsch (parteilos).

## Entwicklung der Einwohnerzahl
| Jahr      | 1864 | 1894 | 1939 | 2005 | 2009 | 2013 |
| Einwohner | 128  | 83   | 272  | 252  | 217  | 210  |

## Verkehr
Der Ort ist über die Bundesstraße 2 erreichbar. Der ÖPNV wird durch die RVG Regionalverkehr Gera/Land gesichert. Dabei ist der Ort mit der stündlich bedienten Ringlinie 229 an Gera angebunden. 
Der nächstgelegene Bahnhof ist in Gera-Langenberg.

## Bildung
Das ehemalige Schulhaus wurde bis 2009 als Kindergarten genutzt, die nächstgelegenen Kindereinrichtung ist nun die
- Kindertagesstätte Brahmenau.

Zuständige Grundschule ist die
- Astrid-Lindgren-Grundschule (Staatliche Grundschule) in Langenberg

Nächstgelegene Regelschule:
- Staatliche Regelschule 12 in Bieblach.